# Jimbo, mały samolot
Jimbo, mały samolot (ang. Jimbo and the Jet Set, 1986–1987) – brytyjski serial animowany opowiadający o małym pasażerskim samolocie imieniem Jimbo. Mieszka on w porcie lotniczym w Londynie i wraz z przyjaciółmi przeżywa wiele przygód. Serial składa się z 25 odcinków po 5 minut każdy. 

## Fabuła
Jimbo jest miniaturową kopią samolotu 747 Jumbo Jet. Został zbudowany przez inżyniera, który błędnie obliczył wymiary Jimbo – pomylił cale z centymetrami. Mały samolocik ma wielkie ambicje. Jimbo i jego przyjaciele są zawsze gotowi na wezwanie Szefa i jego asystentki Suzy.

## Obsada (głosy)
- Peter Hawkins
- Susan Sheridan jako Jimbo

## Wersja polska
W Polsce serial był emitowany w latach 90. XX wieku na antenie TVP1. Został wydany także na DVD w serii Kotek Plotek poleca. Dystrybucja: Demel.

## Spis odcinków
| N/o            | Polski tytuł                                | Angielski tytuł                 |
| -------------- | ------------------------------------------- | ------------------------------- |
|                |                                             |                                 |
| SERIA PIERWSZA |                                             |                                 |
|                |                                             |                                 |
| 01             | Mały duży problem                           | The Little Big Problem          |
|                |                                             |                                 |
| 02             | Stary wiarus                                | The Old Timer                   |
|                |                                             |                                 |
| 03             |                                             | The Bermuda Triangle            |
|                |                                             |                                 |
| 04             |                                             | Jimbo and the Whale             |
|                |                                             |                                 |
| 05             |                                             | Jungle Jimbo                    |
|                |                                             |                                 |
| 06             |                                             | Jimbo and the Astronaut         |
|                |                                             |                                 |
| 07             |                                             | Jimbo Down Under                |
|                |                                             |                                 |
| 08             |                                             | Quiet Please                    |
|                |                                             |                                 |
| 09             |                                             | The Chief Gets a Rocket         |
|                |                                             |                                 |
| 10             |                                             | The Controller's Apprentice     |
|                |                                             |                                 |
| 11             |                                             | Jinglebell Jimbo                |
|                |                                             |                                 |
| 12             |                                             | The Penn and Inca Story         |
|                |                                             |                                 |
| 13             |                                             | The Great Air Race              |
|                |                                             |                                 |
| 14             |                                             | The Little Red Devil            |
|                |                                             |                                 |
| 15             |                                             | Chinese Panda-monium            |
|                |                                             |                                 |
| 16             |                                             | The Computer Clanger            |
|                |                                             |                                 |
| 17             | Królewska wizyta                            | The Royal Visitors              |
|                |                                             |                                 |
| 18             | Pierwsze loty                               | First Time Flyers               |
|                |                                             |                                 |
| 19             | Wakacje                                     | Holiday Weather                 |
|                |                                             |                                 |
| 20             | Opóźnienie                                  | Jet Lag                         |
|                |                                             |                                 |
| 21             | Nie ma tego złego co by na dobre nie wyszło | Every Silver Lining has a Cloud |
|                |                                             |                                 |
| 22             | Kłopoty na morzu                            | Trouble at Sea                  |
|                |                                             |                                 |
| 23             | Zimowa kraina cudów                         | Winter Wonderland               |
|                |                                             |                                 |
| 24             | Prima Aprilis                               | April Fool's Day                |
|                |                                             |                                 |
| 25             | UFO                                         | The UFO                         |
|                |                                             |                                 |